# Eugene O’Connell

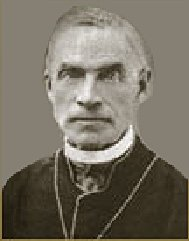
O’Connell um 1870

Eugene O’Connell (* 18. Juni 1815 in Kingscourt, County Cavan, Irland, Vereinigtes Königreich Großbritannien und Irland; † 14. Dezember 1891 in Los Angeles, Kalifornien, Vereinigte Staaten) war ein irischer römisch-katholischer Geistlicher und Bischof in den Vereinigten Staaten.
O’Connell war das älteste von vier Kindern. Er studierte am Diözesanseminar St. Finian’s College in Navan, dann am St. Patrick’s College in Maynooth und wurde am 21. Mai 1842 zum Priester geweiht. Von 1843 bis 1846 lehrte er am Seminar in Navan und wechselte dann zum All Hallows College in Dublin. Während dieser Zeit erlebte er die schrecklichen Hungerjahre von 1845 bis 1848 in Irland.
Im August 1850 unterbrach Joseph Sadoc Alemany y Conill, Bischof von Monterey, seine Heimreise von Rom in All Hallows, um Priester für seine junge Diözese anzuwerben. O’Connell erklärte sich bereit, drei Jahre zu dienen. Er kam am 1. Juli 1851 in San Francisco an und wurde zum Pastor der Mission Santa Inez ernannt. Gleichzeitig war er Direktor des Diözesanseminars. Um mit den Seminaristen und den Gemeindemitgliedern sprechen zu können, lernte er Spanisch. Im November 1852 übernahm er die St. Francis Church in der Vallejo Street in San Francisco und im September 1853 die Mission San Francisco de Asís. Dort diente er als Rektor und Professor des Diözesanseminars St. Thomas von Aquin. Im Jahr darauf wurde Pater O’Connell an das All Hallows College in Irland zurückgerufen. Er verließ San Francisco im Mai 1854 und wurde zum Dekan von All Hallows ernannt.
Papst Pius IX. ernannte O’Connell am 28. September 1860 zum ersten Apostolischen Vikar von Marysville und zum Titularbischof von Flaviopolis. Er reiste nach Rom, um den Papst um die Entbindung von seiner Ernennung zu bitten. Dies lehnte der Papst ab. Paul Cullen, Erzbischof von Dublin, weihte ihn am 3. Februar 1861 in All Hallows College zum Bischof. Mitkonsekratoren waren Edward Walsh, Bischof von Ossory, und James Walshe, Bischof von Kildare und Leighlin. O’Connell erreichte Marysville am 8. Juni 1861 und wurde am folgenden Tag in der St. Joseph’s Pro-Kathedrale von Joseph Sadoc Alemany y Conill eingeführt.
Am 3. März 1868 erhob der Papst das Apostolische Vikariat zum Bistum Grass Valley und ernannte O’Connell zu dessen erstem Bischof. Das Bistum umfasste damals den größten Teil von Nevada, Utah, Teile von Colorado und den Nordosten von Kalifornien. Am 29. Februar 1884 nahm der Papst seinen Rücktritt als Bischof an und ernannte ihn zum Titularbischof von Ioppe. Am gleichen Tag folgte ihm sein Koadjutor Patrick Manogue als Bischof nach.
O’Connell nahm am Ersten Vatikanischen Konzil als Konzilsvater teil.
Die sterblichen Überreste von Eugene O’Connell wurden über 100 Jahre nach seinem Tod von Los Angeles nach Sacramento überführt.